# Elophila ealensis
Elophila ealensis là một loài bướm đêm trong họ Crambidae.